# Beerenklingenbächle
Das Beerenklingenbächle ist ein 13⁄4 km langer Waldbach im Mainhardter Wald im nördlichen Baden-Württemberg in den Gebieten der Gemeinden Mainhardt im Landkreis Schwäbisch Hall und dann Pfedelbach im Hohenlohekreis. Nach lange östlichem und sich zuletzt nach Norden wendendem Lauf lange durch die Beerenklinge mündet er etwa einen halben Kilometer flussabwärts des Pfedelbacher Talweilers Schuppach von links in die obere Ohrn.

## Geographie

### Verlauf
Das Beerenklingenbächle entspringt etwa auf 472 m ü. NHN nahe an einem Waldpfad, der vom Mainhardter Weiler Storchsnest im Nordnordwesten zum Weiler Hegenhäule der Gemeinde im Südsüdosten führt. Er entsteht ungefähr 0,3 km vom Ortsrand Storchsnest entfernt und etwa ebenso weit östlich des Mainhardter Weilers Dürrnast im Waldgewann Bürgelberg. Der anfangs allenfalls einen Meter breite Bach fließt lange leicht geschlängelt ortswärts und passiert dabei nach etwa 200 Metern die am linken Ufer liegende Quelle Braunsbrunnen. Nach weiteren 300 Metern fließt von rechts her der Bach aus der Krappenklinge zu, der im selben Waldgewann nahe demselben Pfad entsteht und nach Länge wie Einzugsgebiet wohl der größere Quellbach ist.
Kurz danach liegt rechtsseits ein kleiner wasserlinsenbedeckter Waldteich, gleich nach welchem ein ausgebauter Waldweg aus Richtung Storchsnest den Bachlauf in spitzem Winkel quert. Dieser durchzieht nun die namengebende Beerenklinge, in der sein Bachbett sich auf bis zu zwei Meter Breite weitet, dessen kiesiger Grund oft von größeren Blöcken übersät ist. Die Bachmulde ist teils klingenartig eingetieft, an den Hängen darüber treten etliche Quellen aus, in deren ablaufenden Gerinnen zuweilen Kalksinter abgelagert ist. Vor allem von rechts laufen einige recht lange Hangquellabflüsse zu. Ebenfalls rechtsseits stehen an einigen Stellen über dem Bachriss Sandsteinfelsen, die auf dem luftfeuchten Grund des Tals von Moosen und Farnen überwachsen sind.
Über einen Kilometer unterhalb seines Ursprungs wendet sich das Beerenklingenbächle, inzwischen auf Untersteinbacher Teilgemarkung der Gemeinde Pfedelbach, langsam auf mehr und mehr nördlichen Lauf, zunächst noch im Wald, später am Ostrand des unteren Hangwaldgewanns Storchsberg zum Flurgewann Mühläcker am rechten Ufer. Zuletzt fließt er galeriebegleitet am Ostrand zweier Teiche in der offenen Flur entlang noch weitere etwa 150 Meter in der Flusstalaue und danach von links auf etwas unter 310,5 m ü. NHN in die obere Ohrn ein, etwa einen halben Kilometer flussabwärts des Untersteinbacher Talweilers Schuppach und gegenüber der von dort dem rechten Flussufer entlang abwärts führenden K 2360.
Das Beerenklingenbächle mündet nach 1,7 km langem Lauf mit mittlerem Sohlgefälle von etwa 94 ‰ rund 162 Höhenmeter unterhalb seines Waldursprungs.

### Einzugsgebiet
Das Beerenklingenbächle hat ein etwa 1,3 km² großes Einzugsgebiet, das naturräumlich gesehen im Unterraum Hinterer Mainhardter Wald der Schwäbisch-Fränkische Waldberge liegt. Es umfasst weit überwiegend Wald, nur mündungsnah gibt es einen kleinen Zwickel Auenflur und am Westrand liegt einen Streifen offenen Weichbildes am Rande der südöstlichen Siedlungsgruppe des Mainhardt-Geißelhardter Weilers Dürrnast. Dort allein stehen wenige Häuser innerhalb der Einzugsgebietsgrenzen, während der kleinere Pfedelbach-Untersteinbacher Gebietsanteil völlig unbesiedelt ist.
Die nördliche Wasserscheide verläuft zunächst im Westen wenig prominent vor der Schleifsteinklinge, deren Bach unterhalb des Beerenklingenbächleins in die Ohrn einfließt; weiter im Osten gibt es hinter dem linken Talsporn des Ganserts zur Ohrn hin nur kurze Unterhanggerinne. Jenseits des rechten Talsporns Kanzlei im Südosten liegt unmittelbares Einzugsgebiet der Ohrn nunmehr oberhalb des Beerenklingenbächle-Zuflusses, im Süden hinter dem Bürgelberg-Rücken das Quellgebiet des Bachs durch die Binsenklinge, der in die aufwärtige Ohrn mündet. Im Südwesten entsteht jenseits der Wasserscheide der Benzenbach, der zur Brettach läuft, ein Zufluss des Kochers unterhalb der Ohrn, und im Westen der Benzenbach-Zufluss Kibitzenseebach. Auf der durch Dürrnast laufenden Wasserscheide zu diesem hin liegt im Ortsbereich der mit rund 488 m ü. NHN höchste Punkt im Einzugsgebiet.

### Zuflüsse und Seen
Liste der Zuflüsse und  Seen von der Quelle zur Mündung. Gewässerlänge, Seefläche, Einzugsgebiet und Höhe nach den entsprechenden Layern auf der Onlinekarte der LUBW. Andere Quellen für die Angaben sind vermerkt.
Ursprung des Beerenklingenbächles auf etwa 472 m ü. NHN jeweils etwa 0,3 km südsüdöstlich des nächsten Hauses von Mainhardt-Storchsnest und ostnordöstlich desjenigen von Mainhardt-Dürrnast im Waldgewann Bürgelberg nahe an einem Waldpfad von Storchsnest nach Mainhardt-Hegenhäule. Der Bach fließt zunächst etwas geschlungen ostwärts.
- Passiert nach etwa 0,2 km die Quelle Braunsbrunnen auf etwa 456 m ü. NHN am linken Ufer.
- (Bach aus der Krappenklinge), von rechts und Südwesten auf knapp 428,7 m ü. NHN[1] etwa 50 Meter vor einer schrägen Wegquerung, ca. 0,6 km und ca. 0,6 km². Entsteht auf etwa 462 m ü. NHN einen Steinwurf westlich des Waldpfades Storchsnest–Hegenhäule. Ist der gegenüber dem offiziellen mit nur ca. 0,5 km Länge und deutlich unter 0,2 km². Einzugsgebiet größere Oberlaufast, nach dem der Bach seinen Waldabschnitt in der Beerenklinge durchläuft.
- Passiert etwa 50 Meter nach dem vorigen einen Teich am rechten Ufer unmittelbar vor der schrägen Bachquerung eines größeren Waldwegs, deutlich unter 0,1 ha.[LUBW 7]
- Ein halbes Dutzend wegquerender Hangzuflüsse, von rechts und Südwest bis Südost auf etwa 422–330 m ü. NHN über der Beerenklinge, etwas über 0,1 km bis 0,4 km lang und mit sämtlich unter 0,1 km² großen Einzugsgebieten. Entspringen Hangquellen auf 470–445 m ü. NHN. Im Bereich der letzten Zuflüsse wendet sich das Beerenklingenbächles noch im Wald langsam auf mehr und mehr nördlichen Lauf.
- Passiert auf den letzten gut 100 Metern auf unter 420 m ü. NHN zwei Stauteiche links am Lauf in der nun offenen Flur, zusammen über 0,1 ha.

Mündung des Beerenklingenbächles von links und zuletzt Südsüdwesten auf knapp 310,5 m ü. NHN etwa einen halben Flusskilometer unterhalb von Pfedelbach-Schuppach in die obere Ohrn. Das Beerenklingenbächle ist 1,7 km lang und hat ein ca. 1,3 km² großes Einzugsgebiet.

## Geologie
Im Einzugsgebiet stehen überall Schichten des Mittelkeupers an. Dessen höchste lokale Schicht Stubensandstein (Löwenstein-Formation) bedeckt die Hochebene des Mainhardter Waldes im Westen und erstreckt sich auf den Spornen des Ganserts links und der Kanzlei beidseits des Bachtals rechts weit ostwärts. Die beiden Quellbäche haben sich schon nach der Hälfte ihres Laufes bis in die darunterliegenden Oberen Bunten Mergel (Mainhardt-Formation) eingetieft, etwa an ihrem Zusammenfluss beginnt dann der Kieselsandstein (Hassberge-Formation) in der Beerenklinge, gefolgt von den noch tieferen Unteren Bunten Mergeln (Steigerwald-Formation). Nach nur kurzem Bachabschnitt im Schilfsandstein (Stuttgart-Formation) erreicht das Beerenklingenbächle etwa am Beginn seiner Linkswendung den Gipskeuper (Grabfeld-Formation), in dessen Schichthöhe es auch mündet.
Linksseits des nordwärts laufenden Unterlaufabschnitts liegt vom Gansert darüber abgerutschtes Material höherer Schichten, der Bach selbst läuft dort am linken Rand seines breiten Mündungsfächers aus Schwemmland.

## Schutzgebiete
Der Untersteinbacher Gebietsanteil gehört zum Landschaftsschutzgebiet Steinbacher Tal mit Randgebieten (Oberes Ohrntal), das ganze Einzugsgebiet liegt im Naturpark Schwäbisch-Fränkischer Wald.

## Tourismus
Der Frankenweg (Hauptwanderweg 8) des Schwäbischen Albvereins auf seiner Etappe zwischen Schuppach im Ohrntal und Brettach im Brettachtal quert im Ohrntal den untersten Bachlauf und erklimmt dann etwa der linken Wasserscheide folgend die Höhe des Mainhardter Waldes, um sich oben in Richtung Storchsnest zu entfernen.

### LUBW
Amtliche Online-Gewässerkarte mit passendem Ausschnitt und den hier benutzten Layern: Lauf und Einzugsgebiet des Beerenklingenbächles

Allgemeiner Einstieg ohne Voreinstellungen und Layer: Daten- und Kartendienst der Landesanstalt für Umwelt Baden-Württemberg (LUBW) (Hinweise)
1. 1 2 3  Höhe nach dem Höhenlinienbild auf dem Hintergrundlayer Topographische Karte.
2. 1 2  Länge nach dem Layer Gewässernetz (AWGN).
3. 1 2  Einzugsgebiet abgemessen auf dem Hintergrundlayer Topographische Karte.
4. ↑  Natur teilweise nach dem Layer Geschützte Biotope.
5. ↑  Länge abgemessen auf dem Hintergrundlayer Topographische Karte.
6. ↑  Seefläche nach dem Layer Stehende Gewässer.
7. ↑  Die Beschreibung des Waldteichs nach dem Layer Geschützte Biotope nennt für ihn eine Länge von 30 Metern und eine Breite von 20 Metern.
8. ↑  Schutzgebiete nach den einschlägigen Layern

### Andere Belege
1. 1 2 3  Höhe nach schwarzer Beschriftung auf dem Layer WMS LGL-BW Topographische Freizeitkarte 1:25.000 auf: Geoportal Baden-Württemberg (Hinweise)
2. ↑  Wolf-Dieter Sick: Geographische Landesaufnahme: Die naturräumlichen Einheiten auf Blatt 162 Rothenburg o. d. Tauber. Bundesanstalt für Landeskunde, Bad Godesberg 1962. → Online-Karte (PDF; 4,7 MB)
3. ↑  Geologie nach den Layern zu Geologische Karte 1:50.000 auf: Mapserver des Landesamtes für Geologie, Rohstoffe und Bergbau (LGRB) (Hinweise). Ein ähnliches Bild bietet die unter → Literatur aufgeführte geologische Karte.